# Uno straniero a Sacramento
Uno straniero a Sacramento è un film del 1965, diretto da Sergio Bergonzelli.

## Trama
Durante un'aggressione, Mike Jordan rimane senza famigliari e senza bestiame.
Si rivolge allo sceriffo che però lo accusa dell'uccisione i due uomini mandati dal gangster Barnett.
Rinchiuso, riesce a fuggire grazie a Gris e Lisa, e quando Mike riesce finalmente a portare lo sceriffo sul posto dove sono sepolti i due cadaveri non trova più niente.
Imprigionato di nuovo riesce a fuggire ancora una volta grazie all'aiuto dei due compari che stavolta riescono a farsi credere facendo confessare la storia ad uno scagnozzo di Barnett.